# 2016 في غينيا بيساو
فيما يلي قوائم الأحداث التي وقعت خلال عام 2016 في غينيا بيساو.

## سياسة

### تعيين في المنصب
- 18 نوفمبر – عمر سيسكو إمبالو رئيس وزراء غينيا بيساو ‏.

## رياضة
- 1 يناير – غينيا بيساو في الألعاب الأولمبية الصيفية 2016

## وفيات

### يونيو
- 4 يونيو – كارمن بيريرا (مواليد 1937) سياسية من غينيا بيساو.